# Sémiotika
Sémiotika (z řec. σημειον sémeion, znak, označení) je nauka o znakových systémech. Oblastí jejího zájmu nejsou jen jazykové znaky, ale obecně i všechny ostatní znakové systémy (piktogramy, dopravní značky apod.). Vlastní znakové systémy s pravidly gramatickými i sémantickými mají mj. umělecké obory, náboženství, hry nebo rituály. Za zakladatele moderní sémiotiky je považován americký filosof Charles Peirce (1839–1914), jenž rozdělil znaky na ikony, indexy a symboly.

## Podobory sémiotiky
Sémiotika se podle obecně uznávaného rozdělení Charlese Morrise dělí na
- sémantiku, která se zabývá významem znaků
- syntaktiku, jež zkoumá vzájemné vztahy mezi znaky
- pragmatiku, jejíž náplní je užívání znaků, vztahy mezi znaky a jejich uživateli

## Sémiologie
Ferdinand de Saussure, považovaný za otce moderní lingvistiky, používal pro sémiotiku termínu sémiologie a její náplň definoval jako zkoumání „života znaků v lidské společnosti“. Do znakových systémů zahrnoval mj. i Morseovu abecedu, znakový jazyk neslyšících nebo hru v šachy, pozdější strukturalisté připojili řadu dalších (těsnopis, lidové kroje ad.). Lingvistika pak je disciplínou sémiologii podřazenou, neboť se jako věda zabývá jen jedním z mnoha znakových systémů. Pojmu „sémiologie“ se jako synonymu k sémiotice v některých státech dává přednost dodnes (např. ve Francii).

## Někteří významní sémiotici
- Roland Barthes
- Umberto Eco
- Michail Leonovič Gasparov
- Algirdas Julien Greimas
- Groupe µ
- Louis Hjelmslev
- Jurij Michajlovič Lotman
- Charles W. Morris
- Ivo Osolsobě
- Charles Peirce
- Ferdinand de Saussure
- Thomas A. Sebeok
- Valentin Vološinov